# Salur
Salur é uma cidade do distrito de Vizianagaram, na Índia.